# Grabmal Erasmus Kittler
Das Grabmal von Erasmus Kittler ist ein Kulturdenkmal und Ehrengrab in Darmstadt.

## Geschichte und Beschreibung
Das Grabmal von Erasmus Kittler besteht aus einer Steintafel aus Granit, die auf zwei Granitblöcken steht. Geschmückt ist die Steintafel mit einem Bronzerelief von Kittler und einer goldenen Inschrift.
Grabstelle: Waldfriedhof Darmstadt L 6a 15